# South Corcoran
South Corcoran è una comunità non incorporata degli Stati Uniti d'America situata nella Contea di Kings, nello Stato della California. Si trova sulla Atchison, Topeka and Santa Fe Railway a una distanza di circa 0,8 km a sud-sudest di Corcoran.